# لينزيوكس
لينزيوكس (بالفرنسية: Linzeux)‏ هي بلدية تقع في إقليم باد كاليه من منطقة نور با دو كاليه في شمال فرنسا. تبلغ مساحة هذه المدينة 4.71 (كم²)، وترتفع عن سطح البحر 100 م، يبلغ عدد سكانها 154 نسمة حسب إحصاء المعهد الوطني للإحصاء والدراسات الاقتصادية سنة 2009 م. وترأس Raymond Hochart البلدية خلال فترة (2008-2014).